# In the Clutches of the Gang
In the Clutches of the Gang és un curtmetratge mut dirigit per George Nichols i protagonitzat per Roscoe Arbuckle i Ford Sterling com a Keystone Cops. La pel·lícula es va estrenar el 17 de gener de 1914. Es considera una pel·lícula perduda.

## Argument
Els Keystone Cops arresten per error l'alcalde cosa que els posa en perill de perdre la feina. Per evitar-ho han de detenir un grup de gàngsters que terroritzen la ciutat.

## Repartiment
- Ford Sterling (cap Teheezel)
- Roscoe Arbuckle (Keystone Cop)
- Al St. John (Keystone Cop)
- Hank Mann (Keystone Cop)
- Virginia Kirtley (la noia)
- Robert Cox (Keystone Cop)
- Bobby Dunn (Keystone Cop)
- George Jeske (Keystone Cop)
- Edgar Kennedy (Keystone Cop)
- Rube Miller (Keystone Cop)
- Joe Demming (Keystone Cop)
- George Nichols (detectiu)